# Marbury (Alabama)
Marbury ist eine unincorporated community und ein Census-designated place (CDP) im Autauga County, Alabama, USA.

## Geographie
Marbury liegt 159 m über dem Meeresspiegel.
Die im Güterverkehr genutzte Bahnstrecke von Birmingham nach Montgomery, die von ihrem Betreiber CSX Transportation als South & North Alabama South Subdivision bezeichnet wird, führt durch Marbury.

## Bildung
Marbury gehört zum Autauga County School System. Die Marbury High School befand sich ursprünglich in Marbury, Alabama, wurde jedoch zum Schuljahr 2010/11 in eine Junior High School umgewandelt. Südlich von Marbury, in Deatsville, wurde eine neue Marbury High School gebaut.

## Notdienste
Im Ort gibt es die Freiwillige Feuerwehr Marbury (Marbury Volunteer Fire Department).

## In den Medien
Tim Burton drehte eine Szene seines Films Big Fish in einer Kirche in Marbury. Die Szene zeigt die Beerdigung des Vaters der Hauptfigur.